# 18839 Whiteley
18839 Whiteley (1999 PG) là một tiểu hành tinh vành đai chính được phát hiện ngày 5 tháng 8 năm 1999 bởi J. Broughton ở Reedy Creek Observatory.